# Saison 2014 de l'équipe cycliste BMC Development

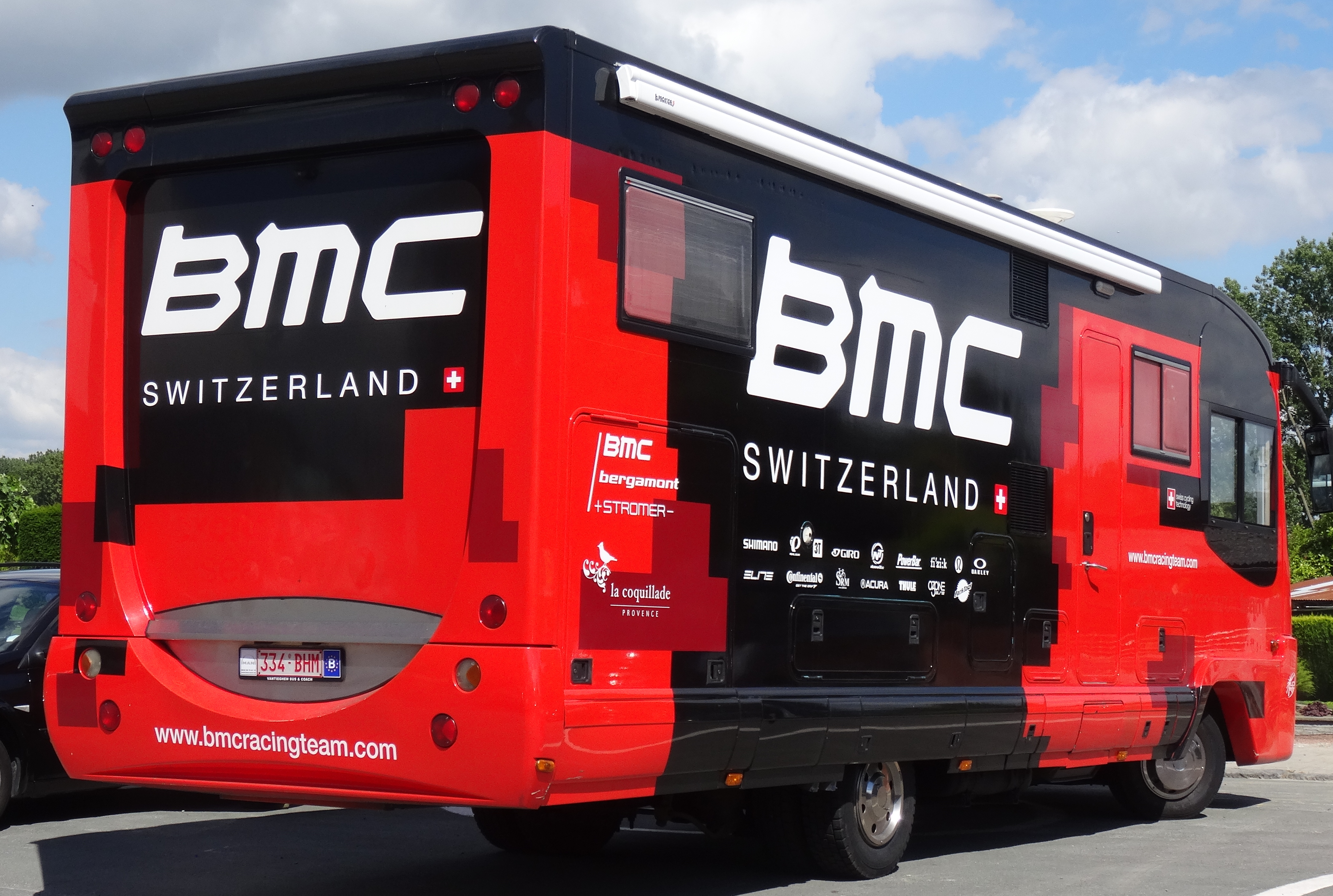
Le camion de l'équipe lors de l'Internationale Wielertrofee Jong Maar Moedig 2014 à Oetingen.

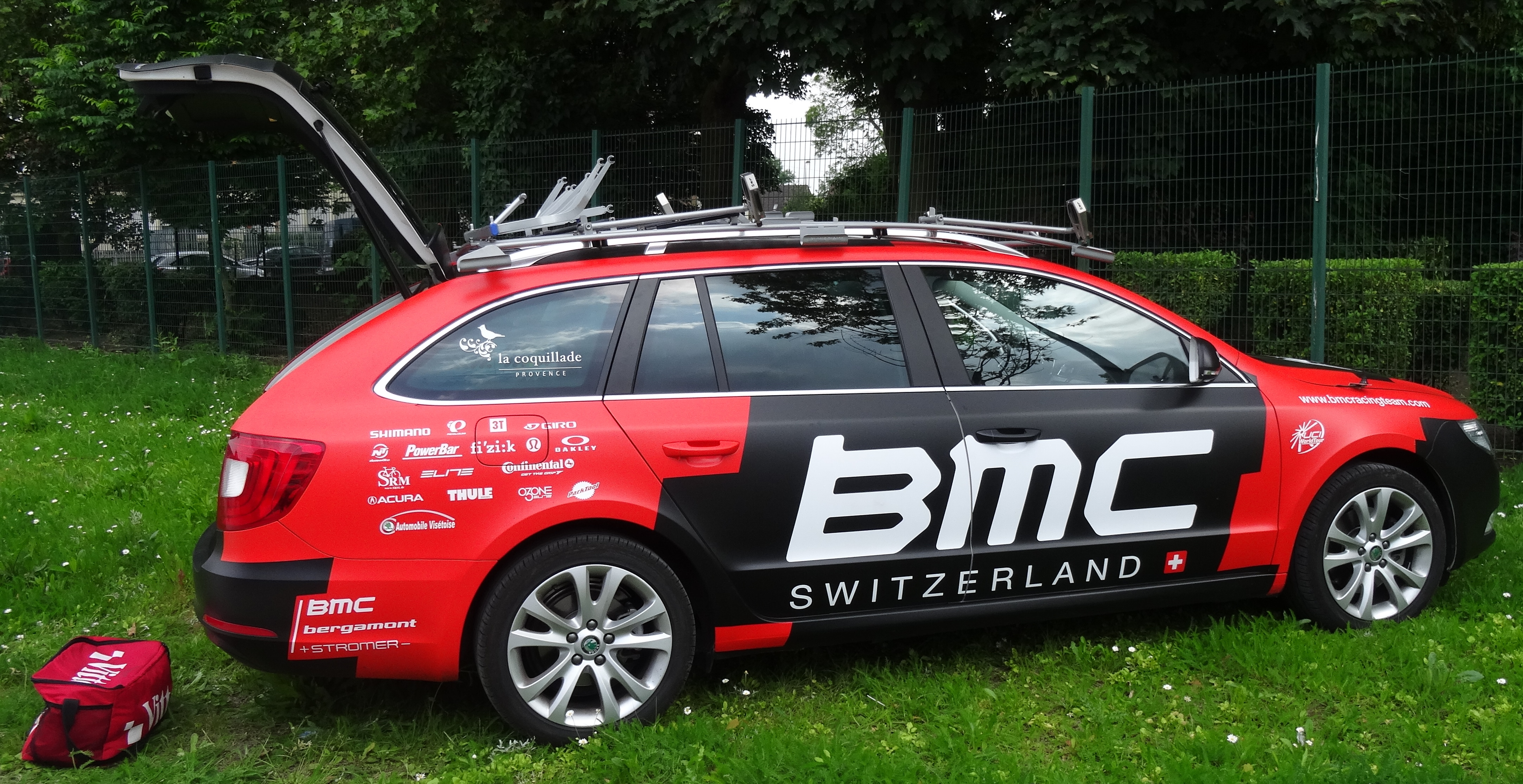
Une des voitures lors de l'arrivée du Paris-Roubaix espoirs 2014 à Roubaix.

La saison 2014 de l'équipe cycliste BMC Development est la deuxième de cette équipe, qui constitue la réserve de BMC Racing.

## Préparation de la saison 2014

### Arrivées et départs
| Arrivées        | Équipe 2013                     |
| --------------- | ------------------------------- |
| Johan Hemroulle |                                 |
| Lukas Spengler  |                                 |
| Dylan Teuns     | Ventilair-Steria                |
| Bas Tietema     | Vacansoleil Niederland Junioren |

| Départs        | Équipe 2014 |
| -------------- | ----------- |
| Silvan Dillier | BMC Racing  |

## Coureurs et encadrement technique

### Effectif

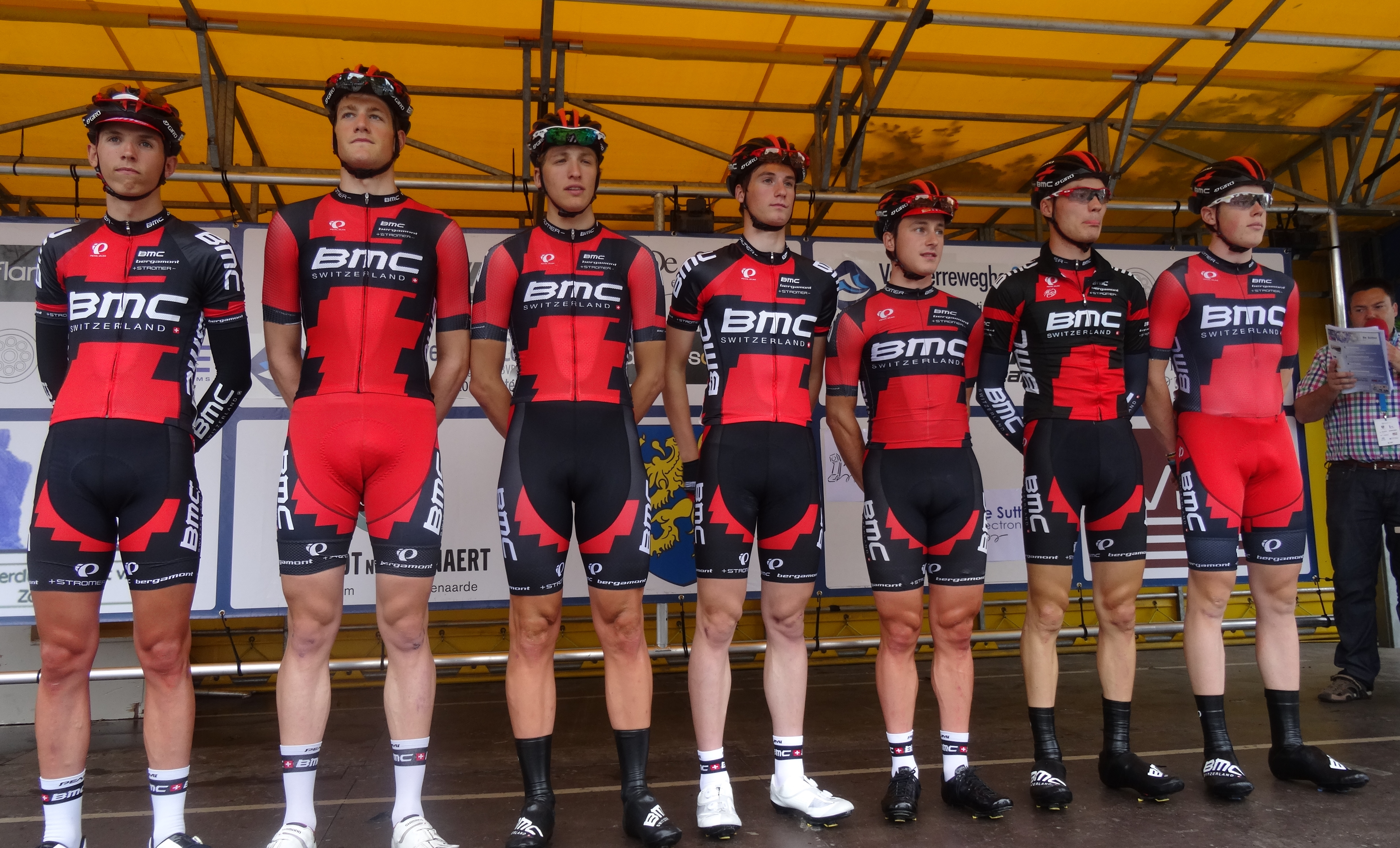
Sept coureurs lors du Circuit Het Nieuwsblad espoirs 2014 à Grotenberge.

Quatorze coureurs constituent l'effectif 2014 de l'équipe.

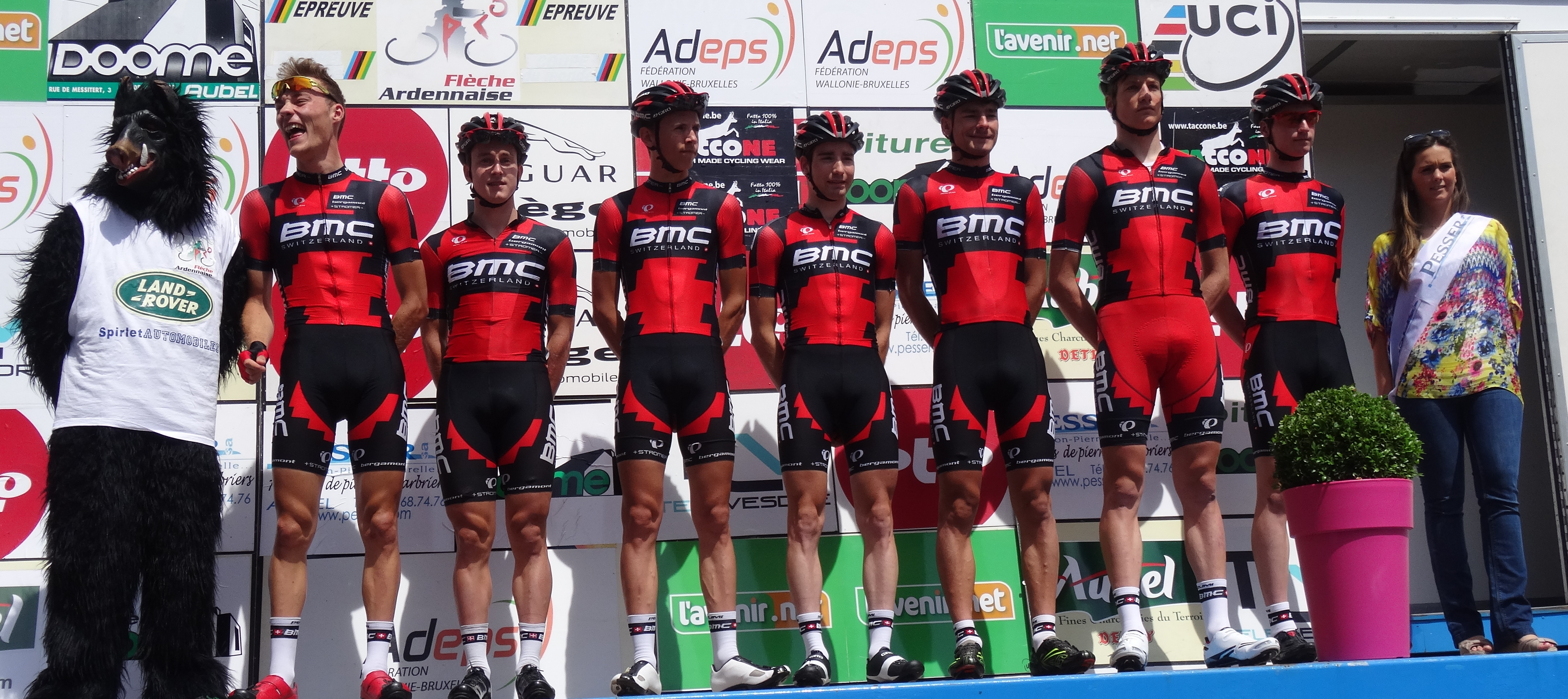
Sept coureurs lors de la Flèche ardennaise 2014 à Herve.

| Cycliste            | Date de naissance | Nationalité | Équipe 2013      |  |
| ------------------- | ----------------- | ----------- | ---------------- |  |
| Valentin Baillifard | 25 décembre 1993  | Suisse      | BMC Development  |  |
| Tom Bohli           | 17 janvier 1994   | Suisse      | BMC Development  |  |
| Taylor Eisenhart    | 14 juin 1994      | États-Unis  | BMC Development  |  |
| Arnaud Grand        | 28 août 1990      | Suisse      | BMC Development  |  |
| Johan Hemroulle     | 5 août 1995       | Belgique    |                  |  |
| Stefan Küng         | 16 novembre 1993  | Suisse      | BMC Development  |  |
| Ignazio Moser       | 14 juillet 1992   | Italie      | BMC Development  |  |
| Jakub Novak         | 30 décembre 1990  | Tchéquie    | BMC Development  |  |
| Lukas Spengler      | 16 septembre 1994 | Suisse      |                  |  |
| Dylan Teuns         | 1er mars 1992     | Belgique    | Ventilair-Steria |  |
| Bas Tietema         | 29 janvier 1995   | Pays-Bas    |                  |  |
| Alexey Vermeulen    | 16 décembre 1994  | États-Unis  |                  |  |
| Loïc Vliegen        | 20 décembre 1993  | Belgique    | BMC Development  |  |
| Tyler Williams      | 17 novembre 1994  | États-Unis  | BMC Development  |  |

Portraits
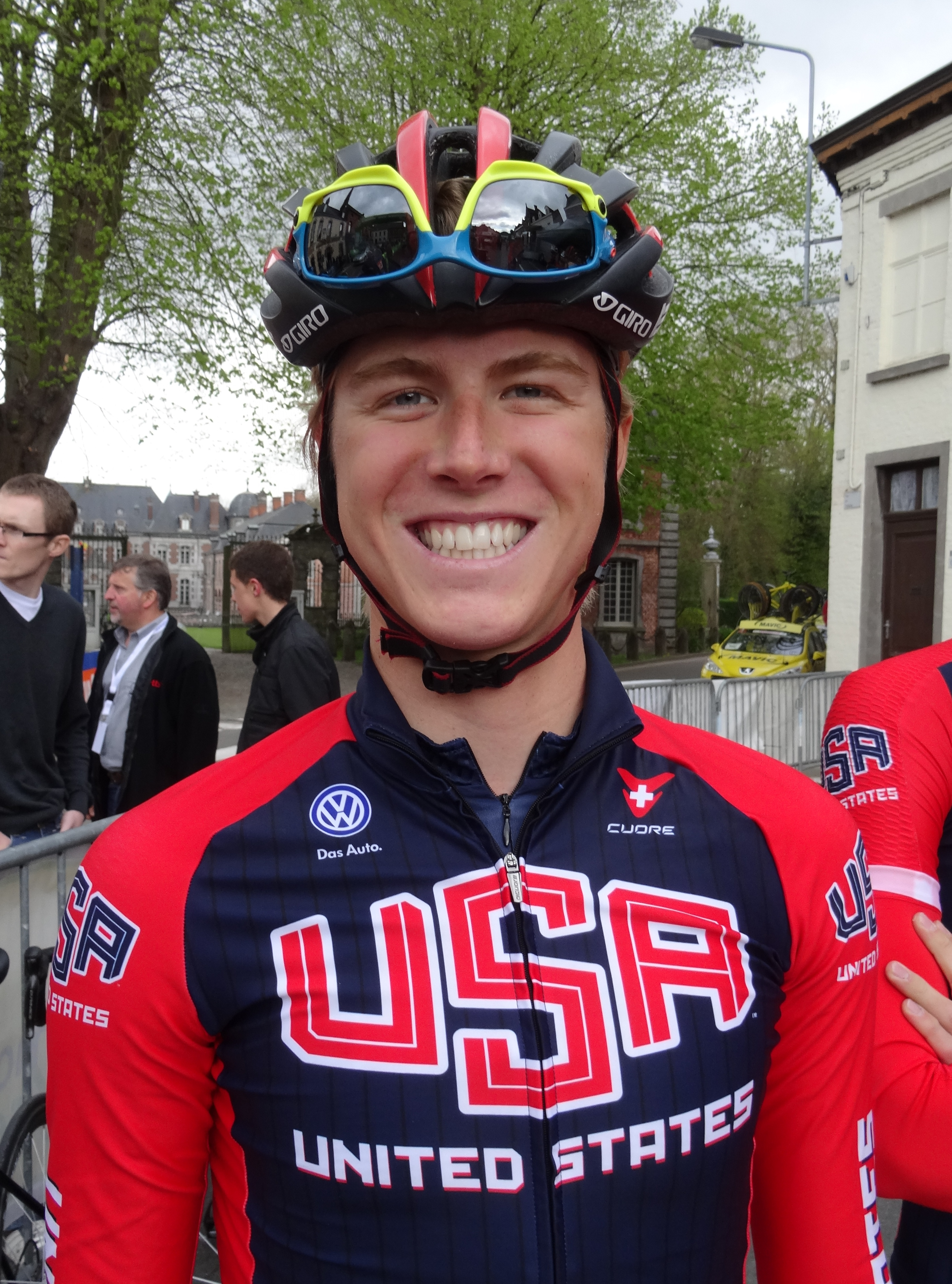
Taylor Eisenhart[n 1].
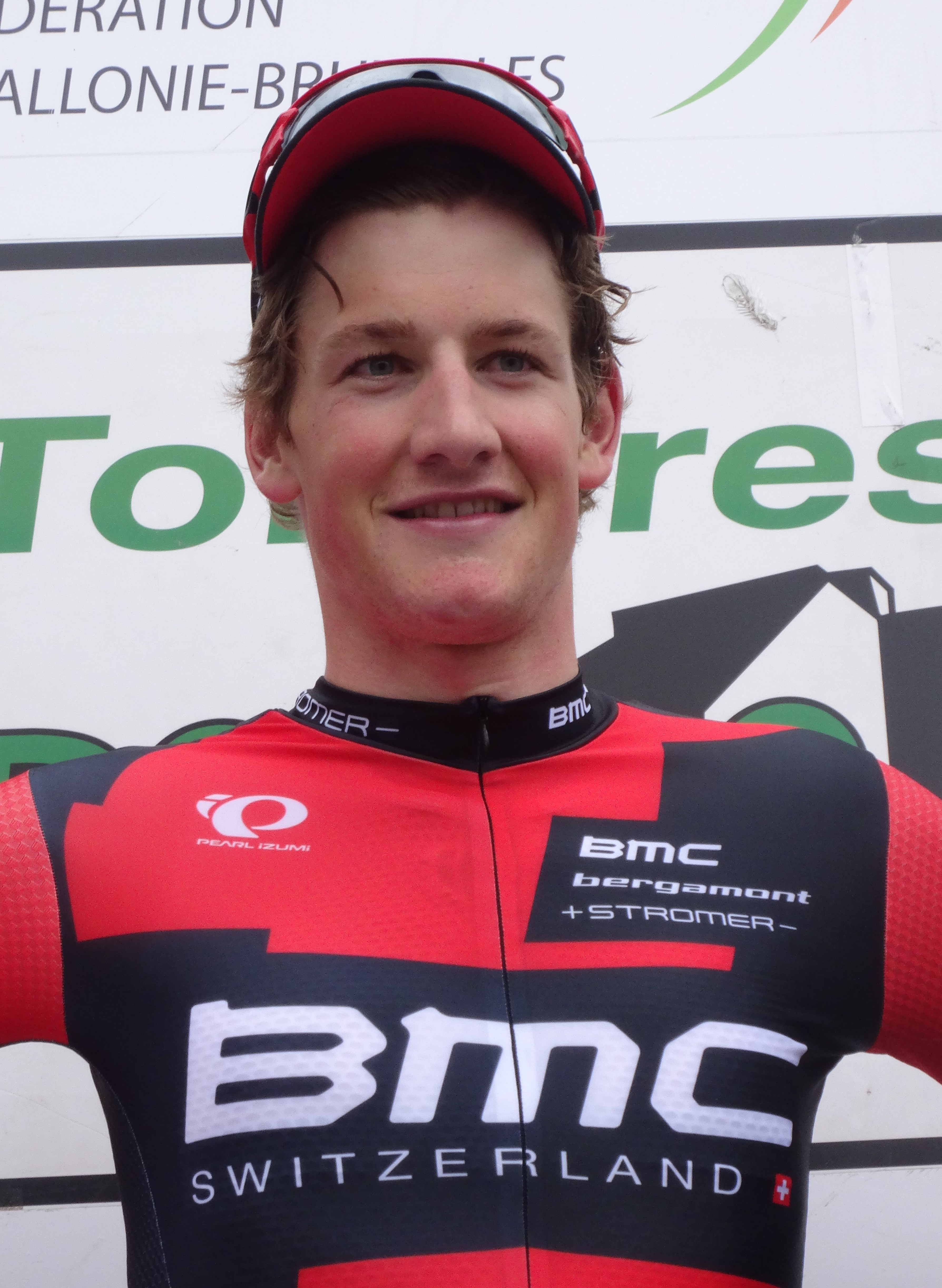
Stefan Küng.
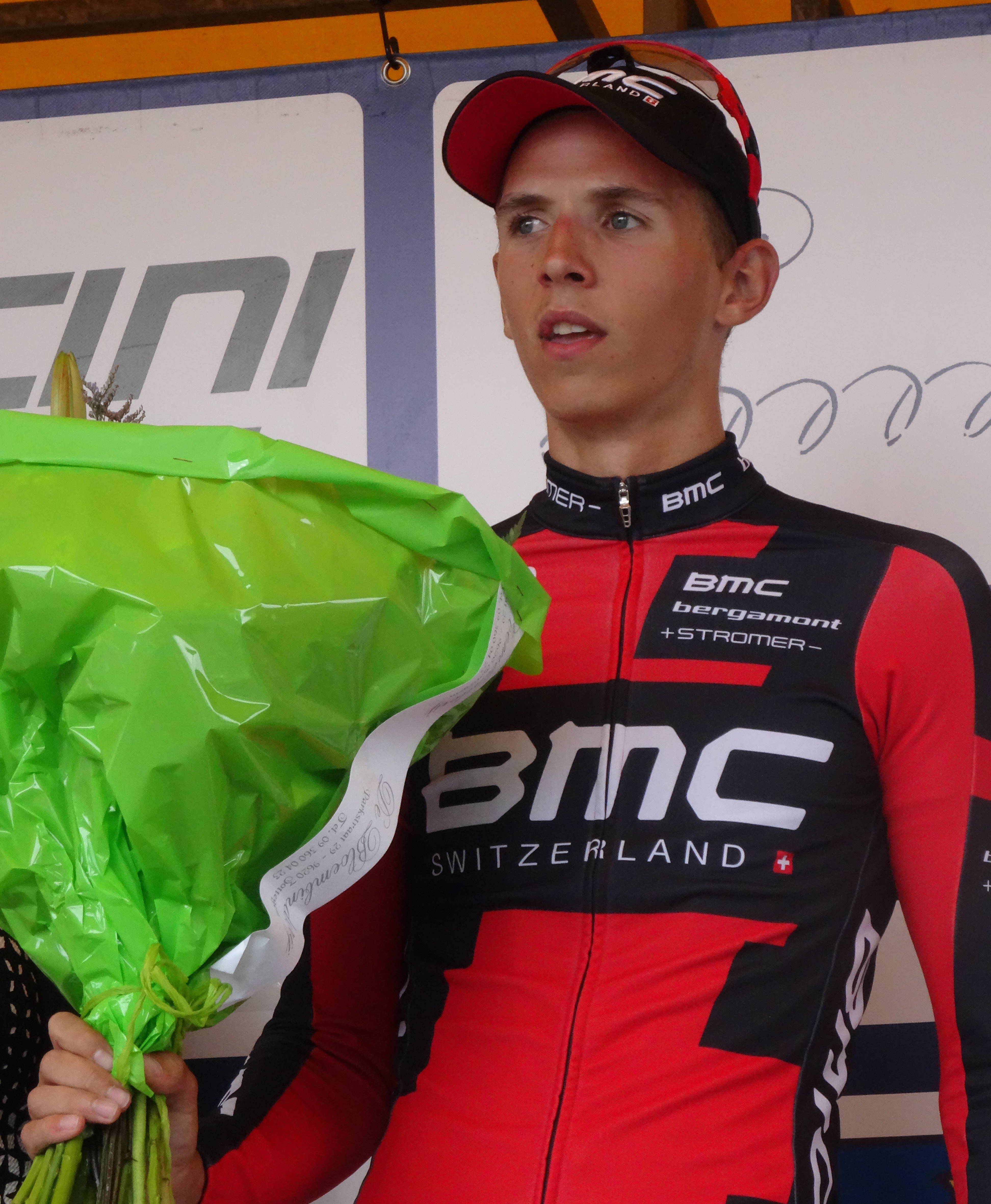
Dylan Teuns.
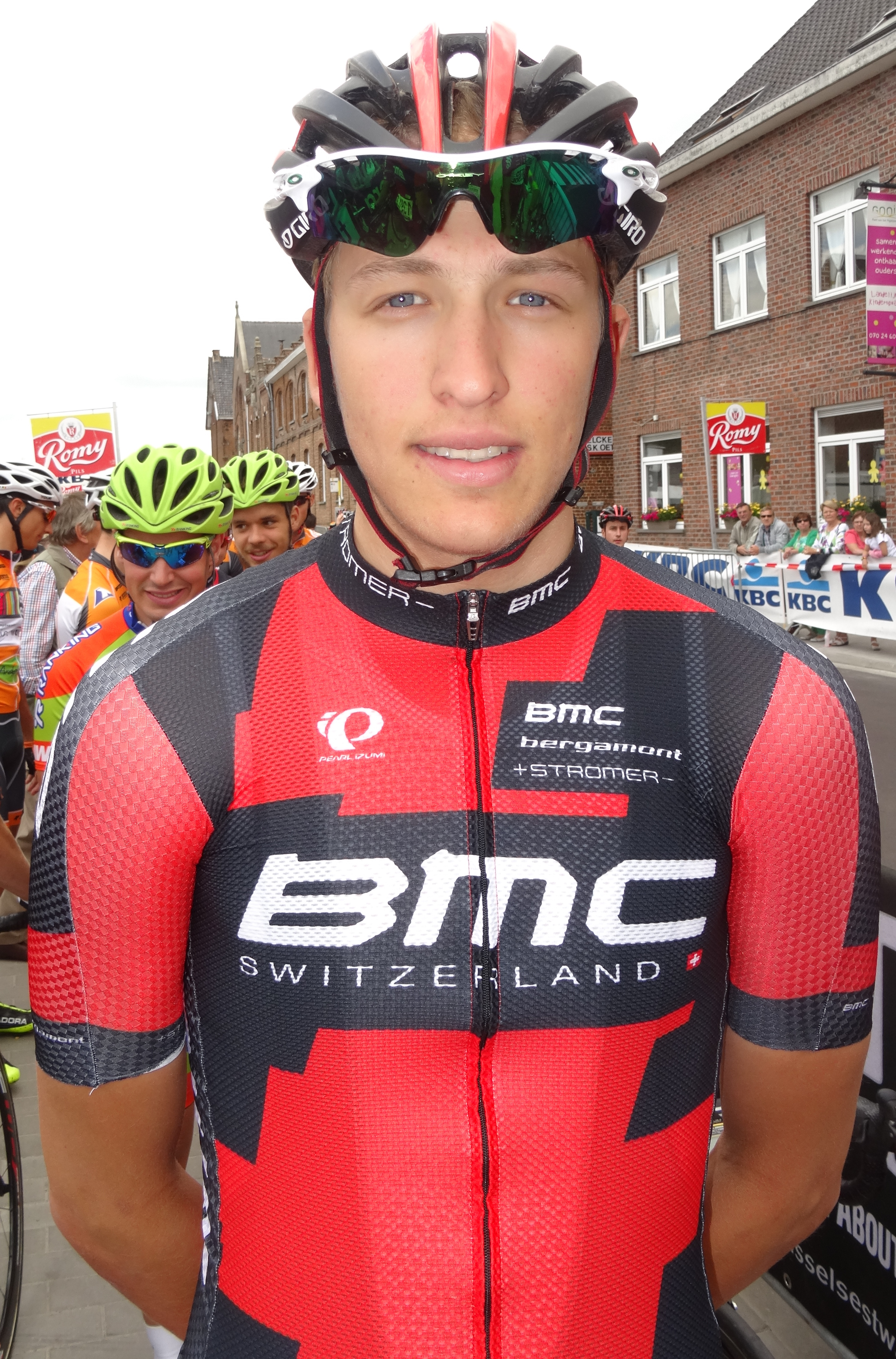
Bas Tietema.
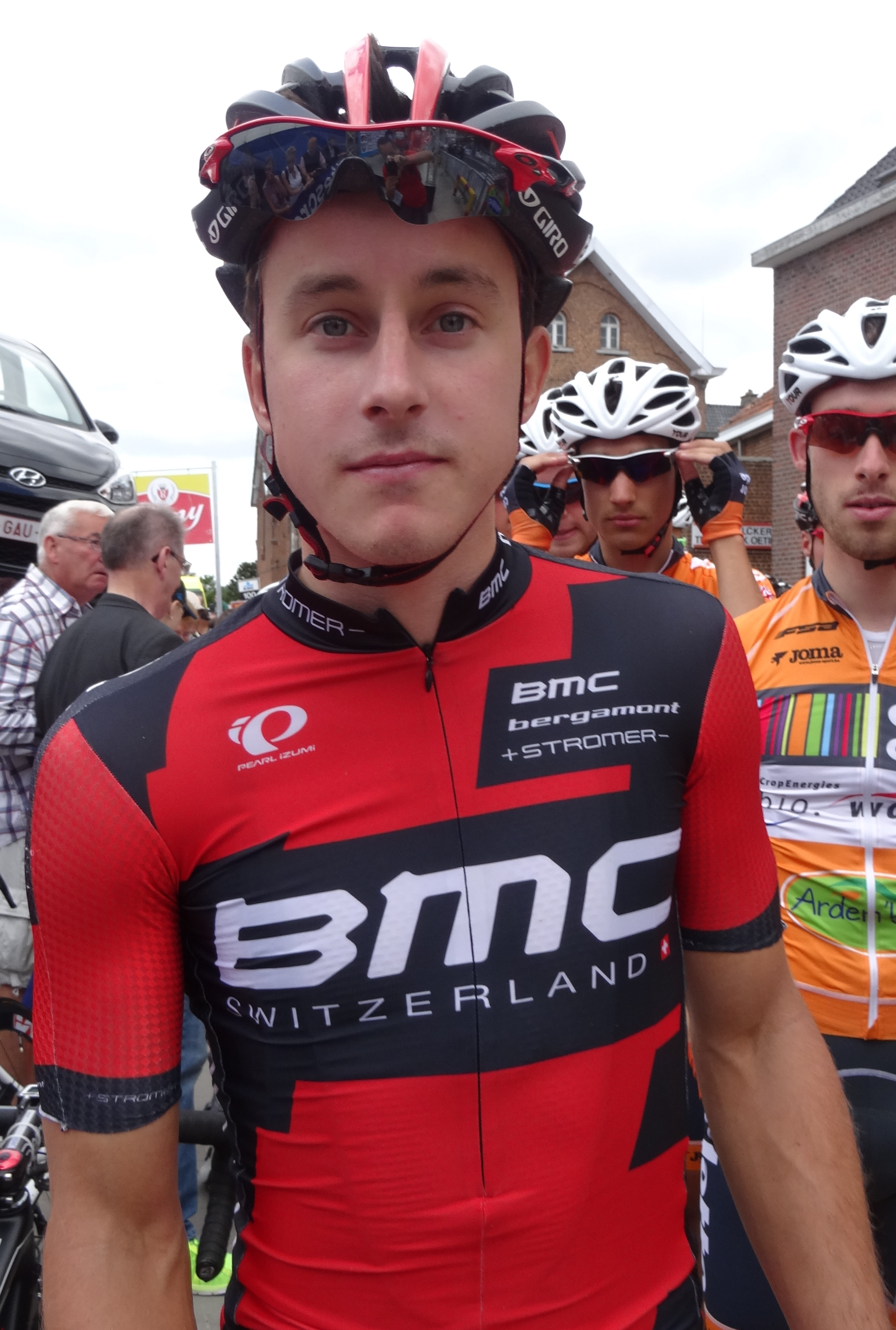
Arnaud Grand
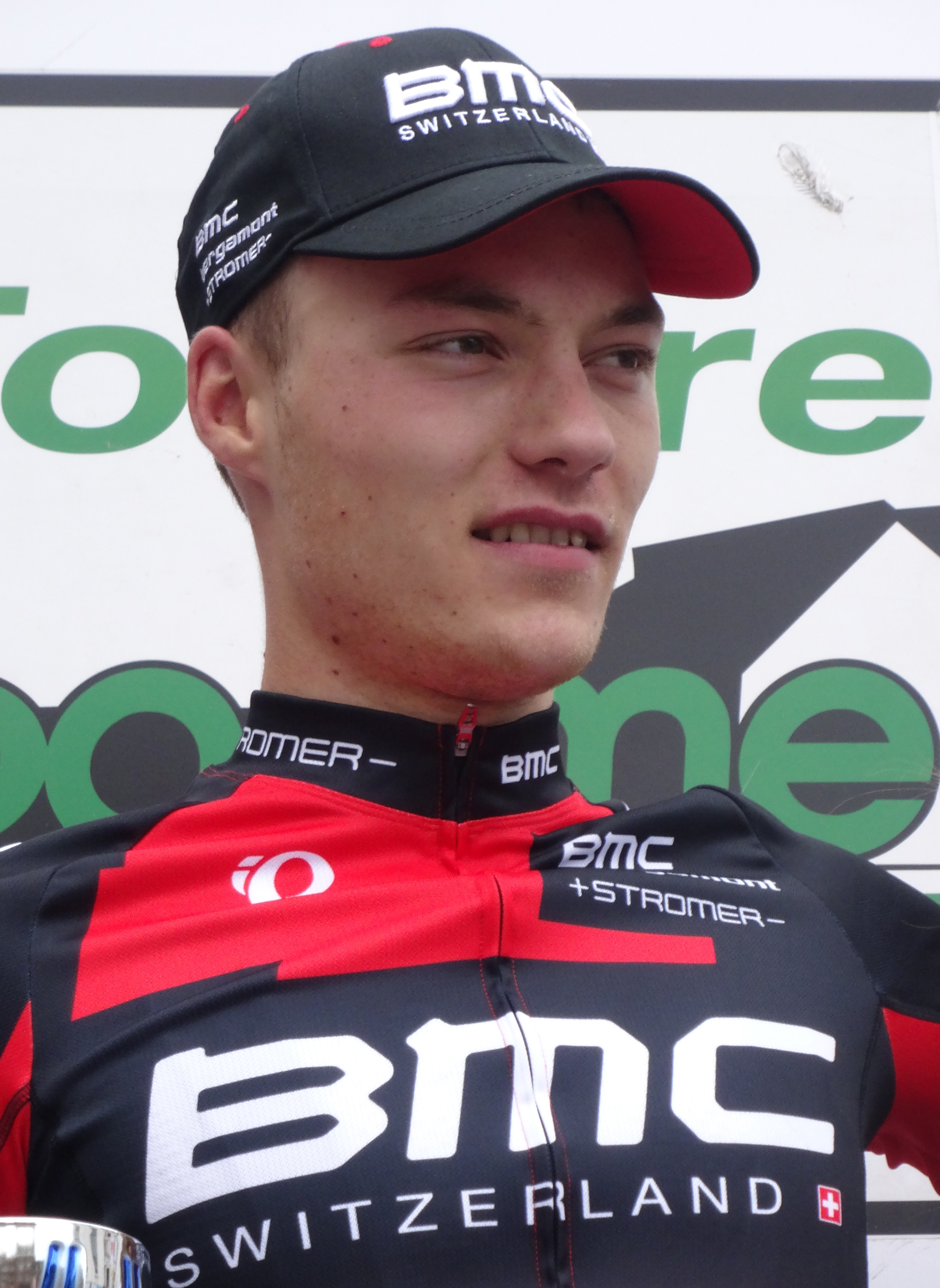
Loïc Vliegen.
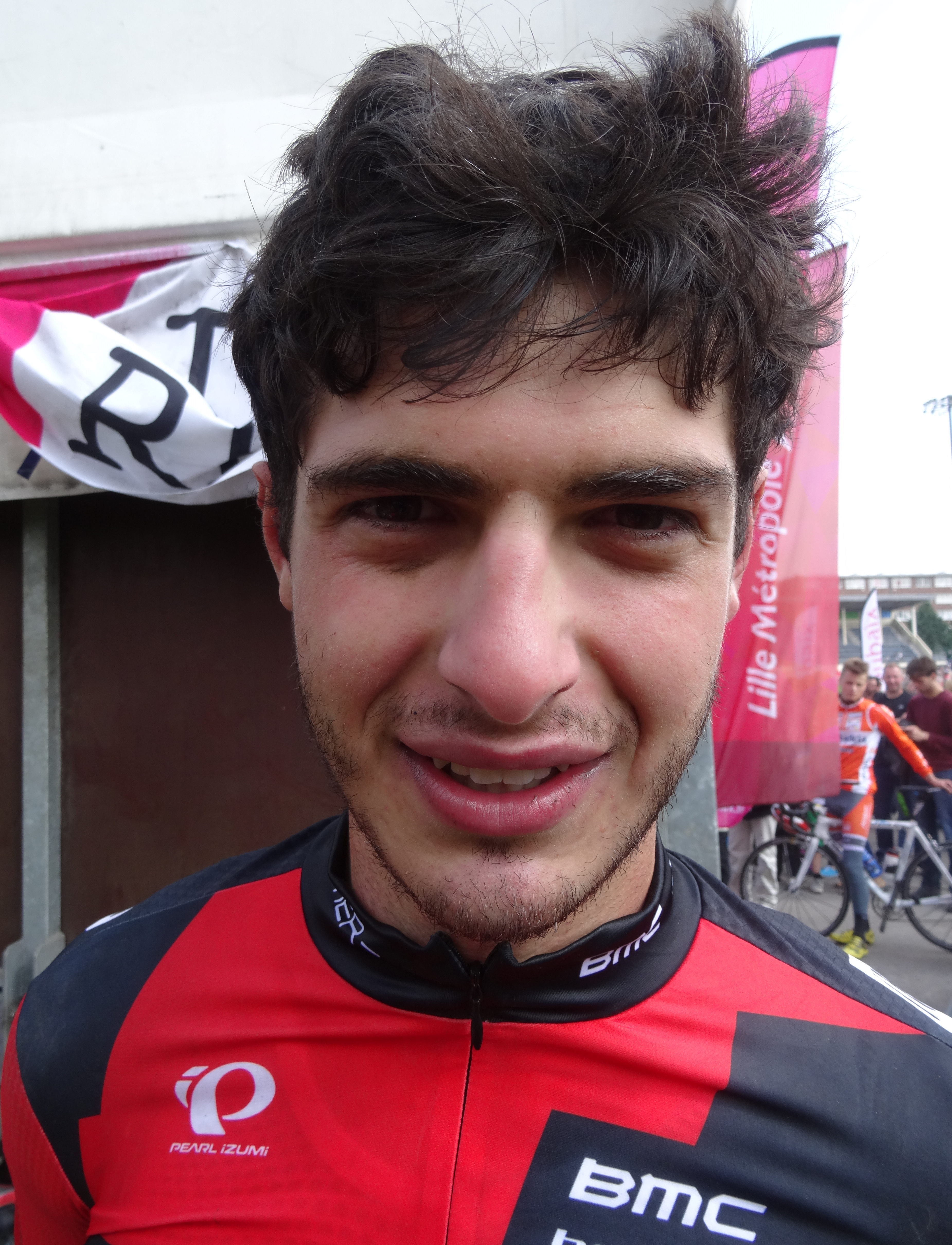
Tyler Williams.

## Bilan de la saison

### Victoires

#### Sur route
| Date       | Course                                  | Pays       | Classe | Vainqueur     |
| ---------- | --------------------------------------- | ---------- | ------ | ------------- |
| 24/03/2014 | Prologue du Tour de Normandie           | France     | 2.2    | Stefan Küng   |
| 30/03/2014 | Classement général du Tour de Normandie | France     | 2.2    | Stefan Küng   |
| 27/04/2014 | 3e étape du Tour de Bretagne            | France     | 2.2    | Dylan Teuns   |
| 22/06/2014 | Flèche ardennaise                       | Belgique   | 1.2    | Stefan Küng   |
| 19/07/2014 | 3e étape du Tour de la Vallée d'Aoste   | France     | 2.2U   | Dylan Teuns   |
| 07/08/2014 | 6e étape du Tour cycliste de Guadeloupe | Guadeloupe | 2.2    | Ignazio Moser |

En plus de ces victoires, on dénombre quelques places d'honneur. Par exemple, Tyler Williams et Bas Tietema terminent respectivement 2e et 3e lors du Paris-Roubaix espoirs, Loïc Vliegen termine 2e de la Flèche ardennaise, juste derrière son coéquipier, et 2e de l'Internationale Wielertrofee Jong Maar Moedig et Dylan Teuns 2e du Circuit Het Nieuwsblad espoirs.

Podiums
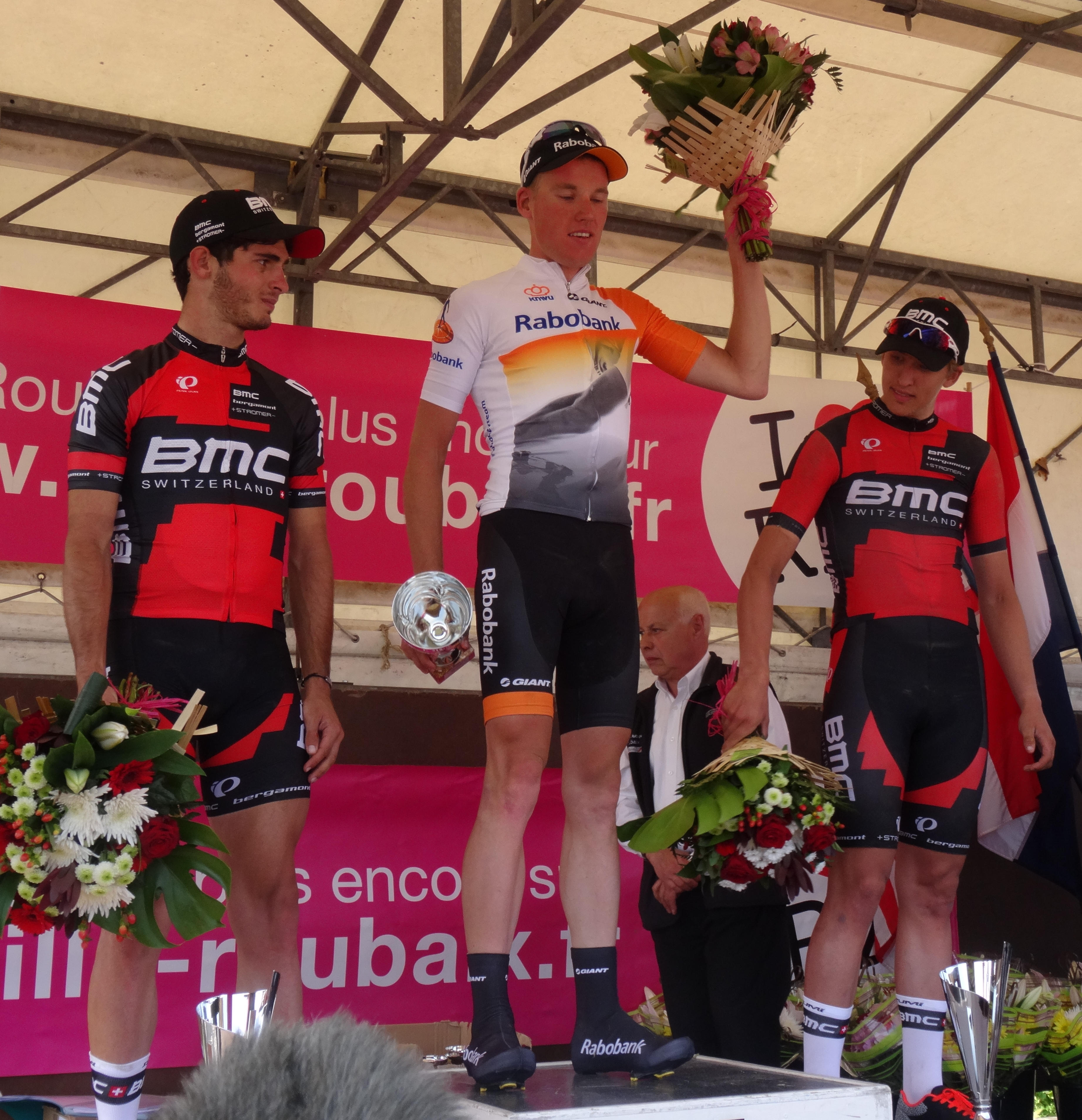
Podium de l'édition 2014 de Paris-Roubaix espoirs : Tyler Williams (2e), Mike Teunissen (1er) et Bas Tietema (3e).
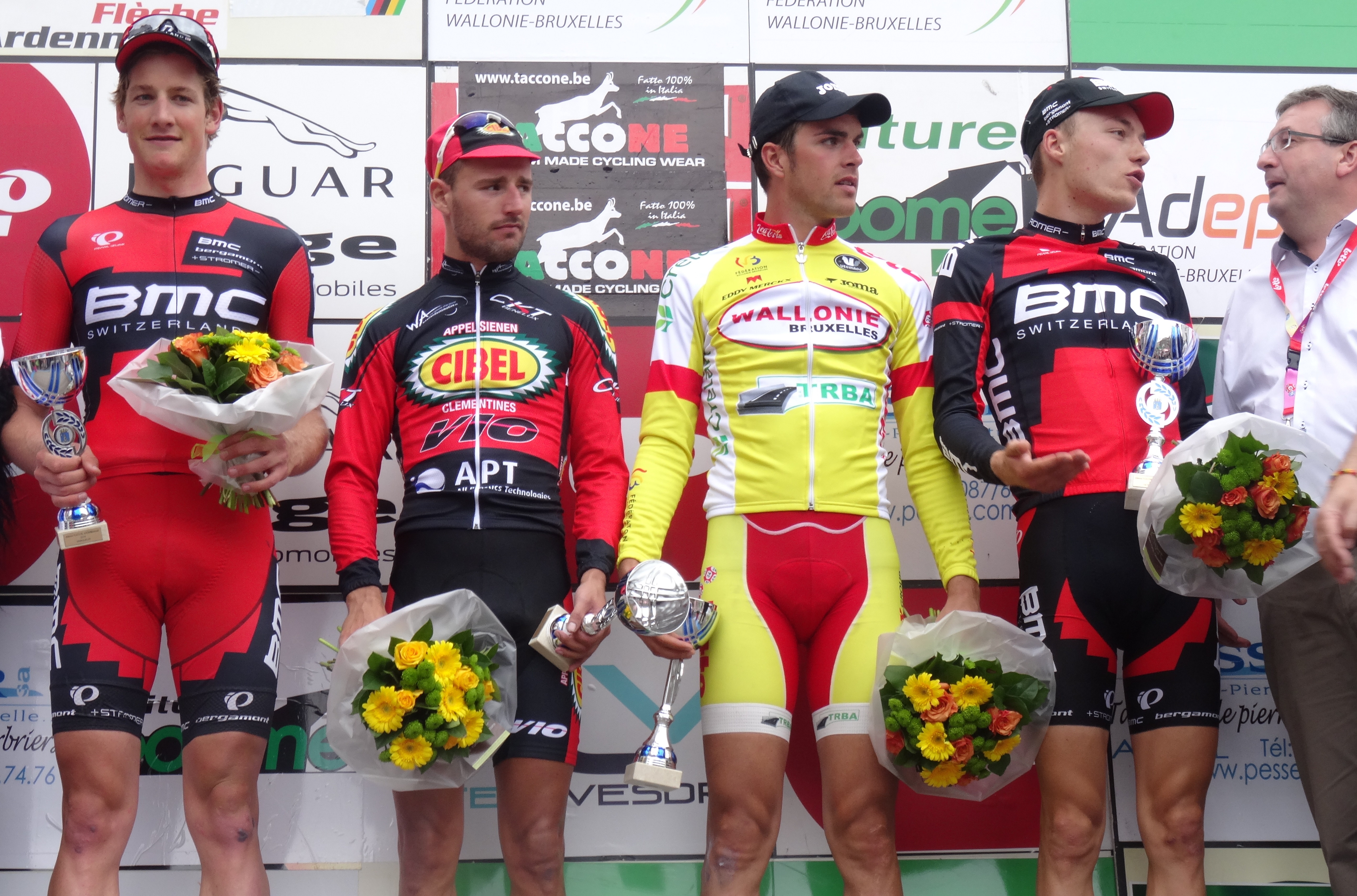
Podium de l'édition 2014 de la Flèche ardennaise : Stefan Küng (1er), Bjorn De Decker (meilleur grimpeur), Boris Dron (3e) et Loïc Vliegen (2e).
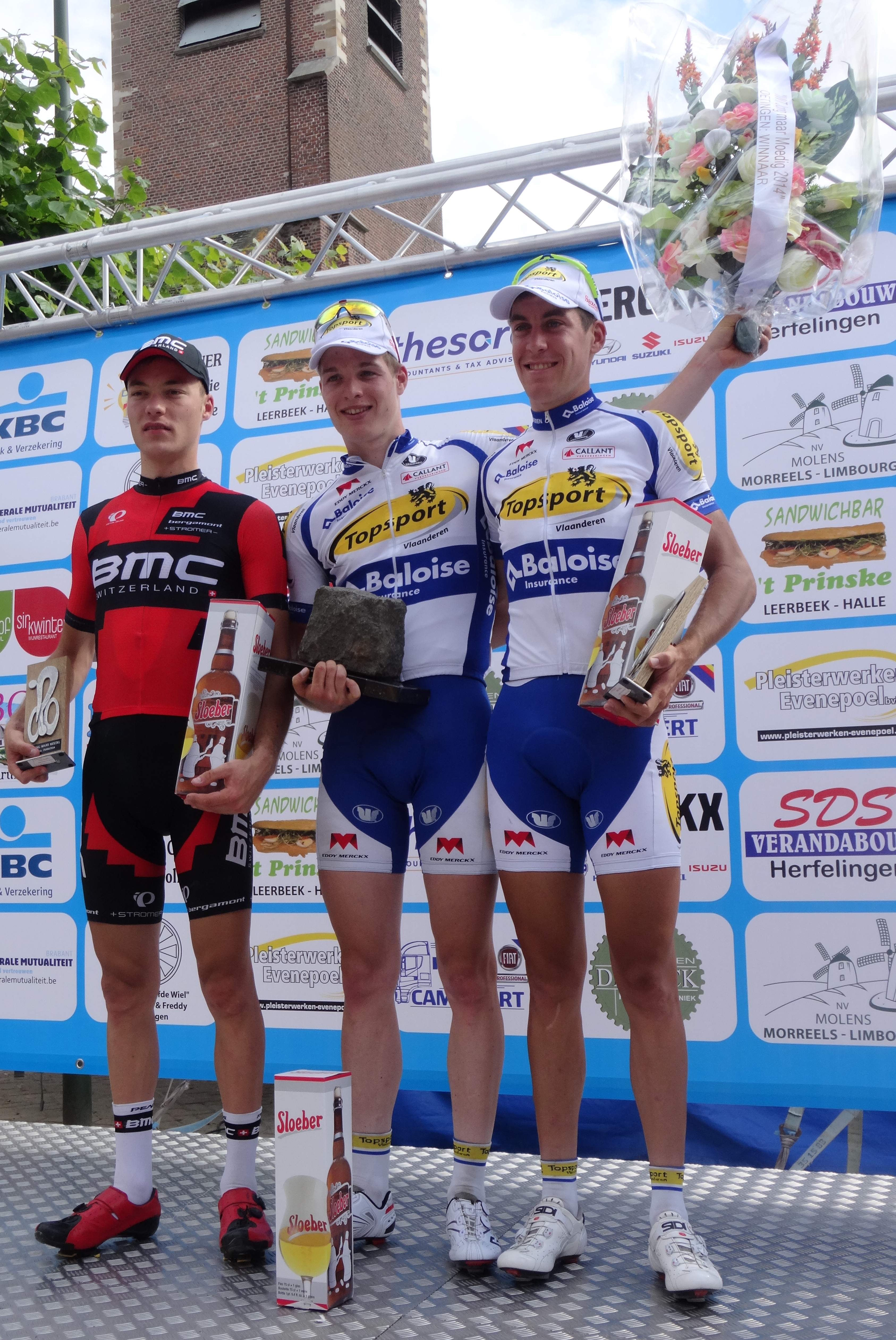
Podium de l'édition 2014 de l'Internationale Wielertrofee Jong Maar Moedig : Loïc Vliegen (2e), Gijs Van Hoecke (1er) et Jelle Wallays (3e).
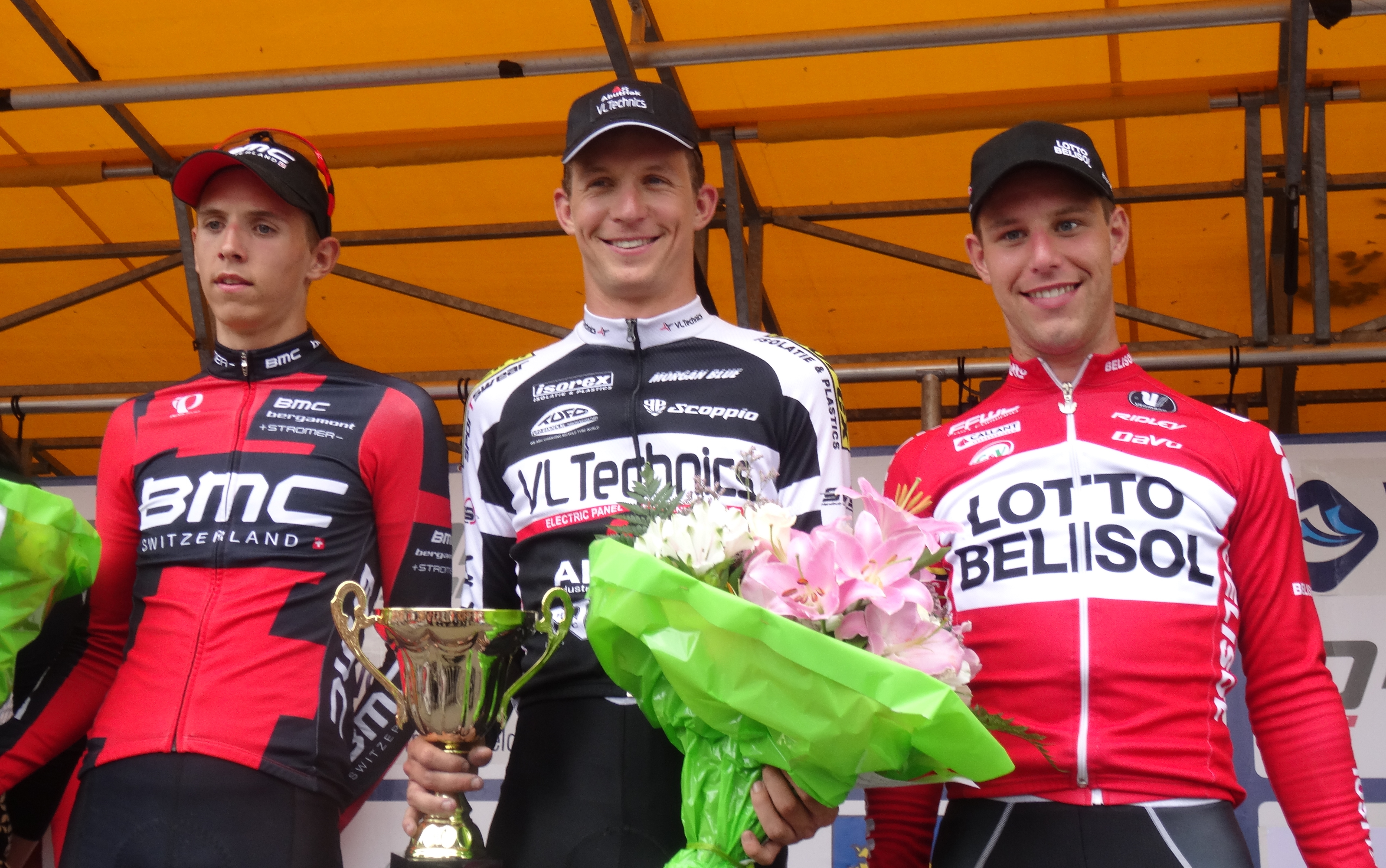
Podium de l'édition 2014 du Circuit Het Nieuwsblad espoirs : Dylan Teuns (2e), Dimitri Claeys (1er), et Jef Van Meirhaeghe (3e).